# Paul Krewer
Paul Krewer (* 10. Juni 1906 in Duisburg; † 1997 oder 2000 in Köln) war ein deutscher Radrennfahrer.
Paul Krewer besuchte in Duisburg die Schule, anschließend zog er nach Köln, um im Fahrradgeschäft seines Vaters zu arbeiten. Erst mit 16 Jahren erlernte er das Fahrradfahren. Sein Förderer wurde der Kölner Rennfahrer Paul Oszmella. Als Amateur bestritt Krewer hauptsächlich Fliegerrennen; er startete für den RC Adler Köln. 1926 wurde er Profi und wandte sich dem damals lukrativen Stehersport zu.
Paul Krewer zählte von Mitte der 1920er- bis Mitte der 1930er-Jahre zu den beliebtesten Stehern in Deutschland. Zweimal, 1927 und 1934, wurde er bei den Profi-Stehern Vize-Weltmeister, 1929 wurde er Dritter. In mehreren Jahren belegte er Podiumsplätze bei deutschen Steher-Meisterschaften. 1928 wurde das Resultat der deutschen Stehermeisterschaft annulliert, weil sich Krewer mit Erich Möller zum Nachteil von Walter Sawall abgesprochen hatte. Krewer gewann nahezu alle bedeutenden Steherrennen, nie jedoch einen Meistertitel. Das Goldene Rad von Erfurt gewann er 1927 und 1940. 1930 und 1931 war er im Goldenen Rad von Berlin erfolgreich. 1928 gewann er den Großen Preis der Stadt Leipzig im Steherrennen.
Paul Krewers Erkennungszeichen war ein Indianerkopf auf dem Trikot, weshalb er auch „Indi“ genannt wurde. Seine aktive Laufbahn beendete er 1949, im gleichen Jahr wechselte er ins Lager der Schrittmacher.
Zu Beginn seiner Laufbahn war Krewers Schrittmacher der Bergheimer Christian Junggeburth, mit dem gemeinsam er 1927 Vize-Weltmeister geworden war. 1929 verursachte Krewer in Bonn einen Verkehrsunfall; sein Auto stieß mit einer Straßenbahn zusammen. Junggeburth, der mit ihm im Wagen gesessen hatte, wurde bei diesem Unfall schwer verletzt und starb einige Tage später im Krankenhaus an einer Blutvergiftung.
Paul Krewer starb nach langen Jahren schwerer Krankheit hochbetagt und vergessen in Köln.
Auch der Bruder von Paul Krewer, Hans, war Rennfahrer. Er starb 1933 im Alter von 20 Jahren an einer Blinddarmentzündung.

## Privates
Seine große Leidenschaft, die er auch dem Radsport vorzog, war die Jagd. Er hatte im Rheingebiet eine eigene Jagd gepachtet, dorthin zog er sich zurück, wann immer es möglich war. Der Jagd zuliebe verzichtete er sogar gelegentlich auf das Radtraining.